# Xbox SmartGlass
Xbox SmartGlass est une application sociale pour Xbox 360 et Xbox One. Elle est disponible sur Windows (8 et supérieur), Windows Phone, Android et iOS. Elle se connecte avec la Xbox 360 et permet plus de divertissement interactif, on peut s'en servir comme un deuxième écran ou comme télécommande pour contrôler la Xbox 360.
Avec le lancement de Windows 10, elle est remplacée par l'application Xbox. Ainsi, Xbox Smartglass a été arrêté le 18 mai 2018.

## Historique
Xbox SmartGlass a été annoncé lors de l'E3 2012. L'annonce a été accompagnée de démonstrations sur la façon dont l'application pourrait fonctionner. Ces démonstrations portaient sur Madden NFL 13, Halo 4 et Internet Explorer. L'application est sortie le 26 octobre 2012 en même temps que Windows 8. Xbox SmartGlass est également sortie à la même date sur les téléphones Android.

## Compatibilité Smartglass

### Jeux
| Titre                   | Développeur                       | Éditeur           | Amérique du Nord  | Europe            | Japon           | Exclusif à la Xbox 360 | Kinect |
| ----------------------- | --------------------------------- | ----------------- | ----------------- | ----------------- | --------------- | ---------------------- | ------ |
| Ascend: New Gods        | Microsoft Studios                 | Microsoft Studios | TBA               | TBA               | TBA             | Non                    | Non    |
| Dance Central 3         | Harmonix Music                    | Harmonix Music    | 16 octobre 2012   | 19 octobre 2012   | 18 octobre 2012 | Oui                    | Requis |
| Forza Horizon           | Playground Games, Turn 10 Studios | Microsoft Studios | 23 octobre 2012   | 26 octobre 2012   | 25 octobre 2012 | Oui                    | Oui    |
| Halo 4                  | 343 Industries                    | Microsoft Studios | 6 novembre 2012   | 6 novembre 2012   | 8 novembre 2012 | Oui                    | Non    |
| Home Run Stars          | Smoking Gun Interactive           | Microsoft Studios | 26 octobre 2012   | 26 octobre 2012   | 26 octobre 2012 | Oui                    | Requis |
| Kinect Sesame Street TV | Soho Productions                  | Microsoft Studios | 18 septembre 2012 | 18 septembre 2012 | N/A             | Oui                    | Requis |
| Madden NFL 13           | EA Tiburon                        | EA Sports         | TBA               | TBA               | TBA             | Non                    | Oui    |
| Just Dance 2014         | Ubisoft Milan, Ubisoft Paris      | Ubisoft           | 8 octobre 2013    | 1er octobre 2013  | N/A             | Non                    | Requis |
| Just Dance 2016         | Ubisoft Milan, Ubisoft Paris      | Ubisoft           | 20 octobre 2015   | 22 octobre 2015   | N/A             | Non                    | Requis |
| Just Dance 2017         | Ubisoft Milan, Ubisoft Paris      | Ubisoft           | 25 octobre 2016   | 27 octobre 2016   | N/A             | Non                    | Requis |

### Applications
| Applications              | Date de Sortie    | Pays disponibles                                                    |
| ------------------------- | ----------------- | ------------------------------------------------------------------- |
| ESPN sur Xbox LIVE (ESPN) | 6 décembre 2011   | États-Unis                                                          |
| HBO GO (HBO)              | 27 mars 2012      | États-Unis                                                          |
| Internet Explorer         | 16 octobre 2012   | Disponible dans tous les pays                                       |
| MSN                       | 13 décembre 2011  | Canada, France, Allemagne, Italie, Mexique, Royaume-Uni, États-Unis |
| NBA Game Time             | Octobre 2012      | Disponible dans tous les pays                                       |
| NBC News                  | 21 août 2012      | États-Unis                                                          |
| Now TV                    | 21 août 2012      | Royaume-Uni                                                         |
| Slacker Radio             | TBA               | Canada, États-Unis                                                  |
| TODAY (MSNBC)             | December 6, 2011  | États-Unis                                                          |
| UFC on Xbox LIVE (UFC)    | December 20, 2011 | Canada, États-Unis                                                  |
| Univision                 | TBA               | États-Unis                                                          |
| Xbox Music                | 16 octobre 2012   | Disponible dans tous les pays                                       |
| Xbox Video                | 16 octobre 2012   | Disponible dans tous les pays                                       |

### Films
| Films                                     | Disponibilité |
| ----------------------------------------- | ------------- |
| 21 Jump Street (2012)                     | Oui           |
| 50/50                                     | Oui           |
| American Reunion                          | Oui           |
| Arbitrage                                 | Oui           |
| Batman Begins                             | Oui           |
| Battleship                                | Oui           |
| Bernie                                    | Oui           |
| Friends With Kids                         | Oui           |
| John Carter                               | Oui           |
| Journey 2: The Mysterious Island          | Oui           |
| Land of the Lost                          | Oui           |
| Machine Gun Preacher                      | Oui           |
| Man On A Ledge                            | Oui           |
| Mirror Mirror                             | Oui           |
| Mission: Impossible Ghost Protocol        | Oui           |
| One for the Money                         | Oui           |
| Projet X                                  | Oui           |
| Prometheus                                | Oui           |
| Safe                                      | Oui           |
| Safe House                                | Oui           |
| Seeking Justice                           | Oui           |
| Sherlock Holmes: a Game of Shadows        | Oui           |
| The Avengers                              | Oui           |
| The Babymakers                            | Oui           |
| The Book of Eli                           | Oui           |
| The Bourne Ultimatum                      | Oui           |
| The Five-Year Engagement (Unrated)        | Oui           |
| The Hunger Games                          | Oui           |
| The Lucky One                             | Oui           |
| The Three Stooges                         | Oui           |
| The Twilight Saga: Breaking Dawn - Part 1 | Oui           |
| The Vow (2012)                            | Oui           |
| This Means War                            | Oui           |
| We Bought A Zoo                           | Oui           |
| Wrath of the Titans (2012)                | Oui           |